# Berndt Jonas Aminoff den äldre
Berndt Jonas Aminoff, född 9 september 1729 i Idensalmi i Savolax, död 1 oktober 1804 i Nummenkylä i Sjundeå i Nylands och Tavastehus län, var en finlandssvensk militär och funktionär i Valhallaorden.

## Biografi

### Familj
Aminoffs föräldrar var kapten Gregori Aminoff (1696–1758) och Beata Elisabet Schmiedefelt (1714–1793). Han gifte sig år 1770 med friherrinnan Lovisa Charlotta Armfelt, som var dotter till majoren friherre Claes Armfelt. Bröllopet ägde rum i Sarvsalö i Pernå. Paret fick sammanlagt sju barn. Överstelöjtnant Berndt Jonas Aminoff den yngre var Aminoffs son. Lantdagsledamot, överste Berndt Adolf Carl Gregori Aminoff var Aminoffs sonson.

### Officer i Kungliga svenska armén
Aminoff gick frivilligt in i Savolax och Nyslotts läns infanteriregemente år 1747. Han befordrades till sergeant i Nylands infanteriregemente 1749, till skrivare 1750, till fänrik 1758, till löjtnant 1768, till kvartermästare 1771 och till kapten 1777. Aminoff avgick från Kungliga svenska armén 1781. Han blev riddare av Svärdsorden.
Aminoff valdes till medlem av Valhallaorden, som grundades år 1781, och Aminoff ansvarade för sällskapets ekonomi. Sällskapet var ursprungligen en anhängare av monarkin och kung Gustav III. Sällskapet var verksamt på Sveaborg i Helsingfors.
Valhallaordens ledare, Johan Anders Jägerhorn, influerades av överste Georg Magnus Sprengtportens idéer om ett självständigt Finland. Sällskapet bidrog till bildandet av Anjalaförbundet. Anjalaförbundets ledare, major Carl Henrik Klick, överlämnade en samling av Anjalaförbundets dokument till Aminoff, vilka senare såldes till greve Jacob Gustaf de la Gardie. Samlingen hamnade i Lunds universitets arkiv.
Aminoff skrev om helsingforsarnas livsstil i Stockholmsposten år 1790. Han berättade att komedianter, dansmästare, språklärare, konstnärer, musikanter och många andra anlände till Helsingfors.

## Hederstecken
Riddare av Kungliga Svärdsorden